# بیورن گرانات
بیورن گرانات (سوئدی: Björn Granath؛ زادهٔ ۵ آوریل ۱۹۴۶ - درگذشته ۵ فوریهٔ ۲۰۱۷ (۷۰ سال)) هنرپیشه سوئدی بود. وی از سال ۱۹۶۸ میلادی تا زمان مرگ مشغول فعالیت بوده است. 
از فیلم‌هایی که وی در آن نقش داشته است، می‌توان به دختری با خالکوبی اژدها، پله فاتح، بی‌وفا، بهترین نیات، شیطان، بوری در مقابل مک‌انرو، گاو نر، گوشه‌ای از بهشت و صدای همهمه اشاره کرد.